# 小行星5522
小行星5522（5522 De Rop）是一颗绕太阳运转的小行星，为主小行星带小行星。该小行星于1991年8月3日发现。

## 轨道参数
小行星5522的轨道半长轴为2.4137471 UA，离心率为0.186。